# 萬金村
萬金村（臺灣客家語南四縣腔：van gimˊ cunˊ）位於臺灣屏東縣萬巒鄉東北方，人口超過兩千人，為萬巒第一大村。坐落於沿山地帶，以萬金聖母聖殿而聞名。居民多為平埔族馬卡道族，大多數是來自鳳山八社中的力力社及下淡水社的後裔，因著不同因素或直接或間接的從老埤遷移而來的。有七成左右的居民信奉天主教。一直到戰後還有馬卡道族趒戲傳統。潘姓為萬金第一大姓，該姓佔了全村六成的人口數。該地也為陸軍機械化步兵第三三三旅之駐地。

## 名稱由來
據說萬金古名放索，而稱赤山古名「栗山」，每年五榖登豐，堆滿倉埕，遠望如萬頃金山，後名「萬金」。

## 歷史
關於萬金，最早的記載出現在《福建通志台灣府》:「萬巾庄隘轄力力社，為加泵生蕃出沒之所，乾隆間設防守。」乾隆時期推行的守隘政策與番屯制度，將馬卡道族力力社社民遷往沿山地帶，並設立萬巾隘口，抵禦生番。在林爽文事件(1787年)之後，在赤山萬金地方設立放索大屯，漸漸開墾成聚落。西元一八六三年，郭神父籌資建萬金聖母聖殿，當時只是一個小小的土角厝，後今數次擴張改建，才有今日規模。約莫同時，赤山萬金地方的平埔原住民馬卡道族開始往恆春半島移動，在今日滿州地方、牡丹地區形成聚落。
後屬阿猴廳赤山庄，人口普查顯示為高屏地區最大之平埔族部落，1935年的統計顯示，萬金赤山兩地有逼近兩千人的熟番。戰後與赤山分家，劃歸萬巒鄉萬金村。今該地馬卡道族居民均操閩南語臺灣話，建築、風俗普遍受到漢族客家文化影響。亦有為數不多的福佬人及客家人居住在此地。

## 另見
- 馬卡道族
- 力力社
- 下淡水社
- 赤山村